# Мича, Хуан
Хуан Мича Обианг Бикого (исп. Juan Micha Obiang Bicogo; род. 28 июля 1975 года, Бата, Экваториальная Гвинея) — экваториальногвинейский футболист и тренер, игравший на позиции нападающего. Главный тренер сборной Экваториальной Гвинеи.

## Карьера
Хуан Мича выступал за Экваториальную Гвинею с 1998 года по 2002 год.
После завершения игровой карьеры Хуан Мича стал менеджером в Мадриде. Во время работы в «Фуэнлабрада» он был знаком с Эстебаном Беккером, которого он убедил возглавить женскую сборную Экваториальной Гвинеи в 2012 году. Он входил в тренерский штаб Беккера как в женской, так и в мужской сборной.
В 2015 году Мича также был главным тренером сборной Экваториальной Гвинеи до 17 лет. В июле 2020 года он выдвинул свою кандидатуру на пост главного тренера мужской сборной Экваториальной Гвинеи, после того, как прошлый тренер сборной, Себастьен Минье, покинул этот пост.
23 сентября 2020 года Мича был вновь назначен Экваториальногвинейской федерацией футбола тренером национальной команды до 17 лет. 29 октября 2020 года, поскольку у основной сборной на тот момент не было главного тренера, он был вызван президентом ФЕГВИФУТ, чтобы возглавить команду (вместе с Касто Нопо) на два предстоящих официальных матча против Ливии в ноябре. Поскольку Национальная молния выиграла оба матча, федерация предложила ему продолжить работу в качестве тренера, но сначала он хотел подписать официальный контракт.
23 марта 2021 года Миша официально подписал контракт на год на пост главного тренера сборной Экваториальной Гвинеи. Через два дня его команда победила Танзанию и вышла на Кубок африканских наций 2021, где вместе с командой дошёл до четвертьфинала, проиграв будущим победителям турнира, Сенегалу.